# Mariano Zambrano
Mariano Nicanor Zambrano Segovia (Chone, 17 de octubre de 1949) es un ingeniero y político ecuatoriano que ocupó el cargo de prefecto provincial de Manabí de 2005 a 2019.

## Biografía
Nació el 17 de octubre de 1949 en la parroquia Canuto del cantón Chone, provincia de Manabí. Realizó sus estudios secundarios en el colegio 5 de junio y los superiores en la Universidad Laica Vicente Rocafuerte, donde obtuvo el título de ingeniero comercial.
En 1981 fundó una empresa naviera y con el tiempo ocupó los cargos de presidente del Colegio de Ingenieros Comerciales de Manabí, presidente de la Organización Latinoamericana de Administración y presidente de la Asociación de Agentes Navieros de Manta.
Inició su vida política como miembro de la Asamblea Constituyente de 1997, a la que ingresó de la mano del Partido Social Cristiano como representante de la provincia de Manabí.
En las eleccionales seccionales de 2004 fue elegido prefecto provincial de Manabí por el Partido Social Cristiano, venciendo por más de diez puntos porcentuales al entonces prefecto Humberto Guillem. En las elecciones seccionales de 2009 fue reelecto al cargo por el Movimiento Municipalista por la Integridad Nacional. Mientras que en las elecciones de 2014 fue reelegido por el movimiento oficialista Alianza PAIS.
Durante el debate sobre la pertenencia del territorio conocido como Manga del Cura se mostró como férreo partidario de su anexión a la provincia de Manabí, pues el territorio también era reclamado por las provincias de Guayas, Los Ríos y Santo Domingo de los Tsáchilas. El 27 de septiembre de 2015 se realizó un referéndum en que se ratificó la pertenencia del territorio a Manabí.
El 19 de octubre de 2018 la Contraloría General del Estado dispuso con carácter de inmediato la destitución de Zambrano del cargo de prefecto, luego de encontrar irregularidades en contratos realizados por la prefectura para trabajos en el sector de La Manga del Cura. Sin embargo, en diciembre del mismo año el Consejo Provincial de Manabí decidió desacatar la medida impuesta por la Contraloría.